# À trois c'est mieux

À trois c'est mieux est un téléfilm français de Laurence Katrian diffusé en 2004.

## Synopsis
Sissi et son mari Bertrand sont sur la route des vacances. L'ambiance est tendue : Bertrand est excédé par sa femme, toujours prête à prendre sur elle toute la misère du monde. Coco s'est faite jolie. Serveuse sur des bateaux de croisière, elle a hâte de retrouver son fiancé, Jacques, qui tient une station-service. Juju, elle, rentre de l'enterrement de son oncle Jacques, qui lui a légué sa station-service. Elle est bien décidée à la revendre. C'est compter sans l'arrivée de Coco, que personne n'avait avertie du décès de Jacques. Veuve éplorée, dépossédée, elle décide de ne pas se laisser faire par cette nièce qui l'agace. Arrive alors Sissi. Les trois femmes sont forcées de cohabiter un temps à la station. Sans compter qu'André, l'ami de Jacques, va devoir effectuer discrètement la dernière livraison demandée par Jacques, faire passer des clandestins ; et deux de ses clandestins, Timor et son fils Milan, restent à la station. Les ayant découverts, Juju ne peut pas vendre ; les trois filles se serrent les coudes afin de cacher Timor et Milan et tenir la station-service, et découvrent donc le trafic d'André et Jacques.

## Distribution
- Mimie Mathy : Julie dite « Juju », nièce de Jacques
- Michèle Bernier : Marie-Corinne Personne dite « Coco », compagne de Jacques
- Isabelle de Botton : Sissi, femme de Bertrand
- Laurent Gamelon : André
- Grigori Manoukov : Timour, un clandestin
- Damien Taranto : Milan, fils de Timour
- Stéphane Hillel : Daniel Cussac
- Françoise Bertin : Madame Renard
- Marc Rioufol : Bertrand, mari de Sissi
- Pierre-Alexis Hollenbeck : Jeannot
- Nadia Barentin : Madame Cussac
- Philippe Vieux et Camille Saféris : les gendarmes
- Nathalie Courval : Yvette
- Jean-Baptiste Marcenac : le médecin
- Jean-Gabriel Nordmann : le notaire
- Piamas Dontchev : un clandestin
- Thierry Jorand : Attila
- François Florey : le livreur en side-car
- Jef Saint Martin : le chauffeur de pick-up
- Jean-Luc Farquet et Véronique Mattana : les passants
- Guy Demange : le prêtre